# Dalechampia clausseniana
Dalechampia clausseniana är en törelväxtart som beskrevs av Henri Ernest Baillon. Dalechampia clausseniana ingår i släktet Dalechampia och familjen törelväxter. Inga underarter finns listade i Catalogue of Life.